# ポートウォークみなと

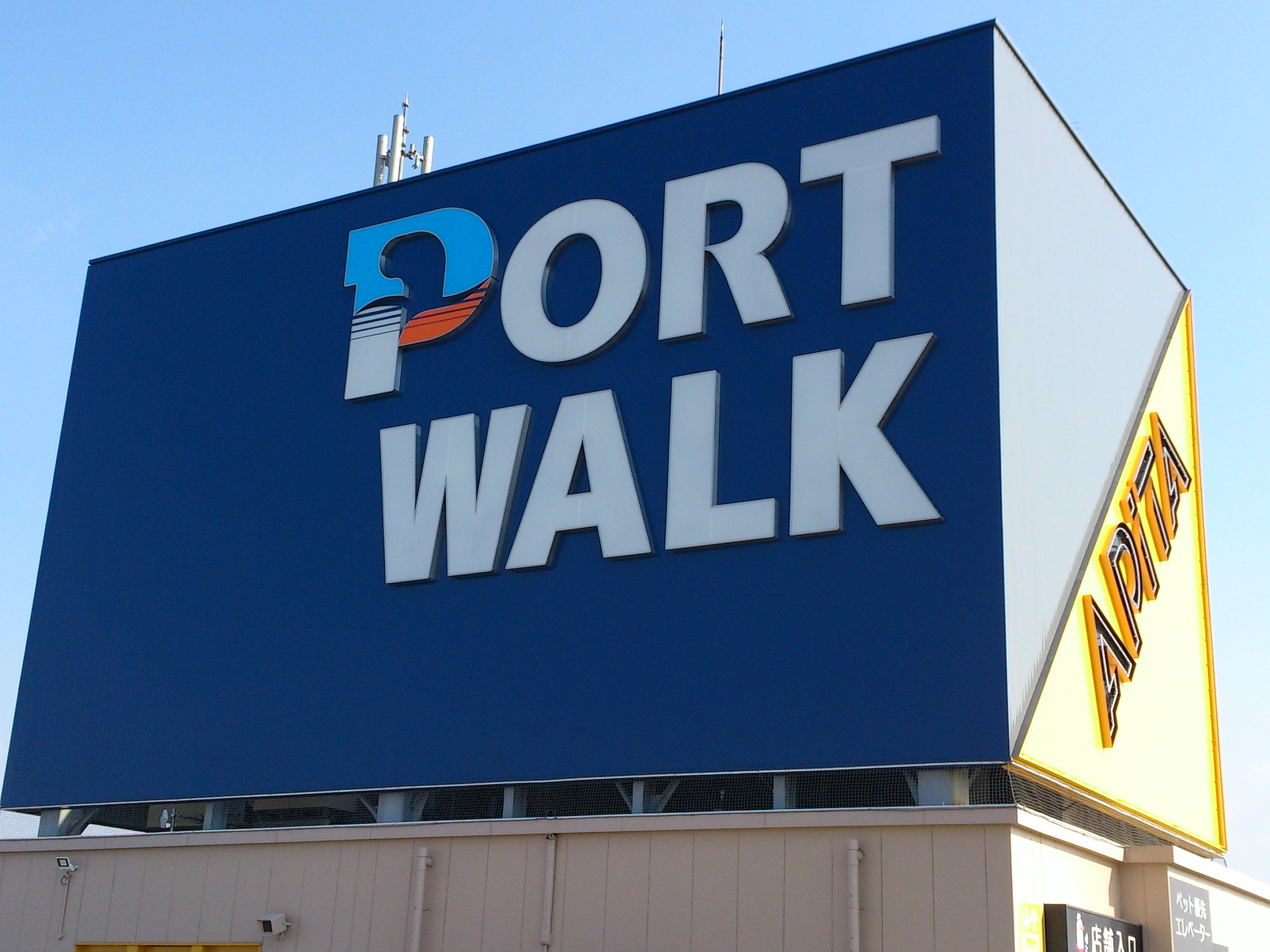
屋上の店舗看板

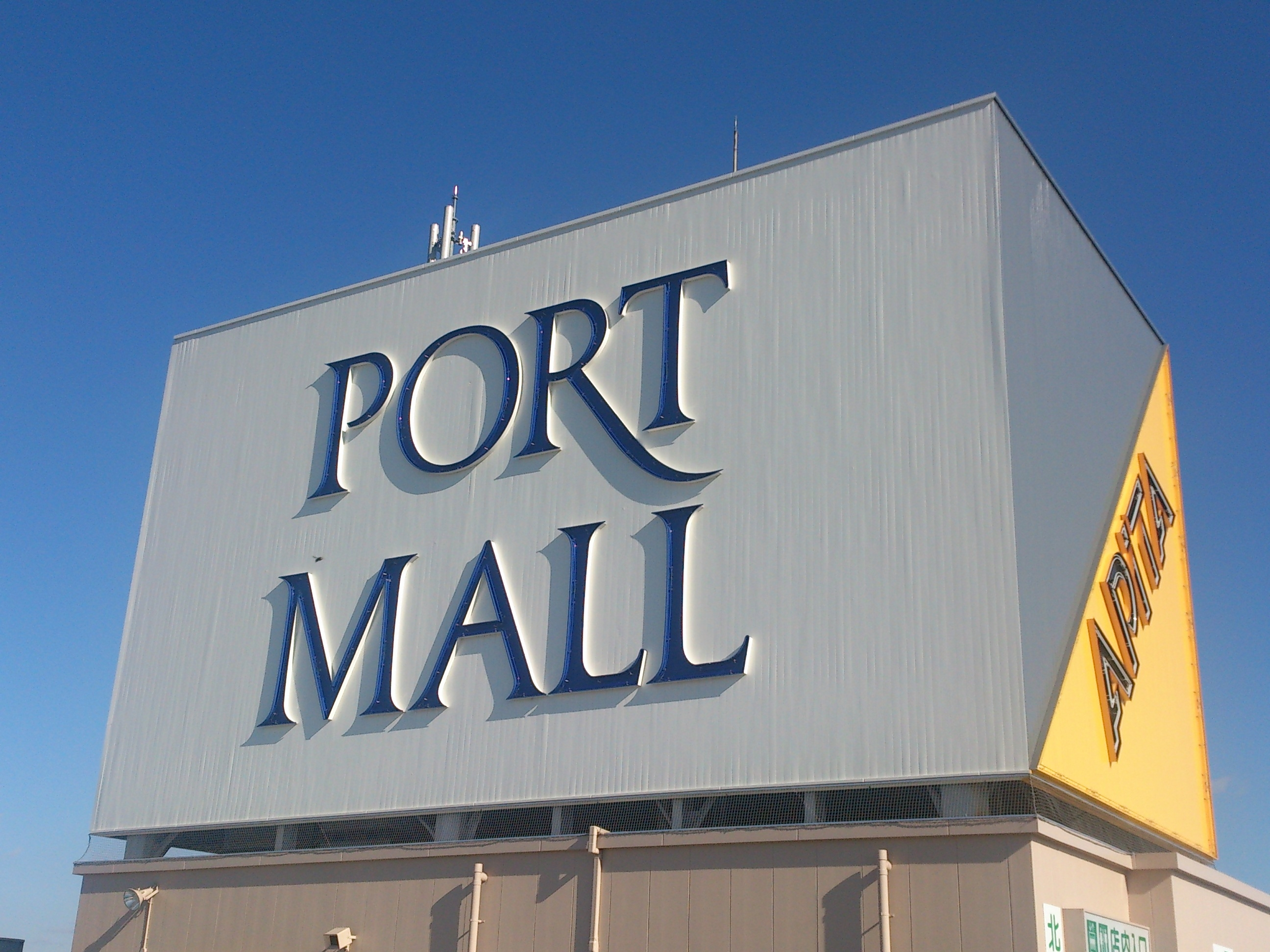
かつての店舗看板

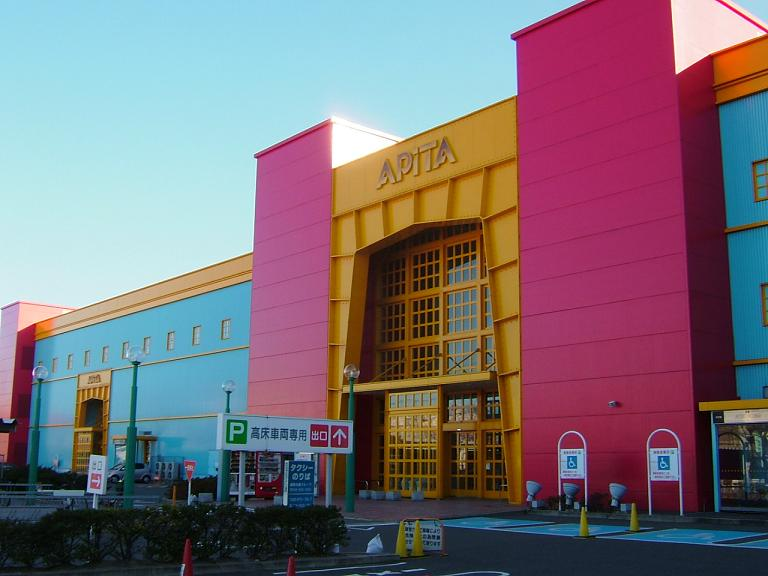
トリコロールカラーの時代（2005年1月）

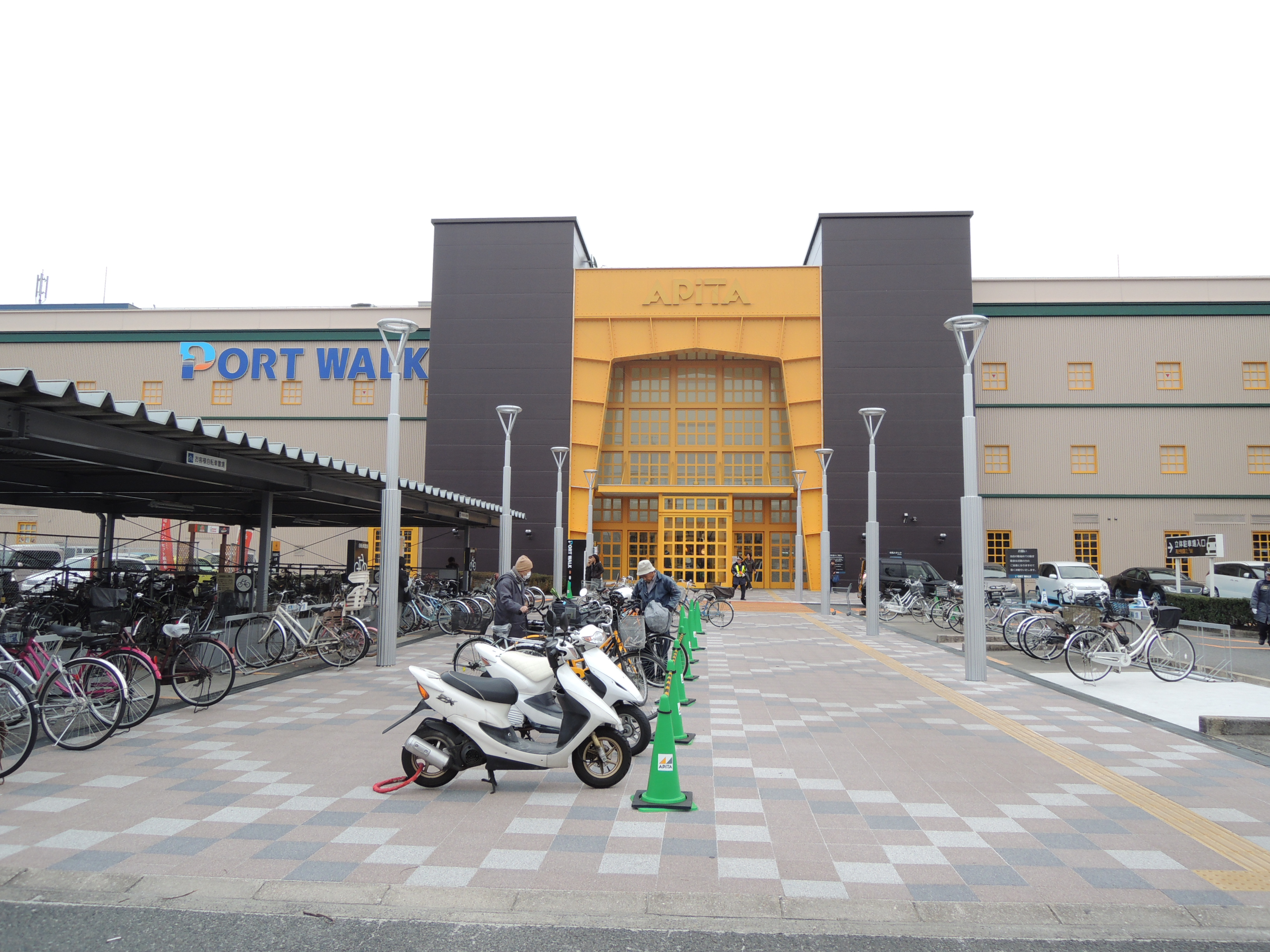
ポートウォークみなと改装後の正面入り口

ポートウォークみなとは、愛知県名古屋市港区当知二丁目1501番地にあるショッピングセンター。1993年（平成5年）10月21日に開店。
開業時から2014年（平成26年）2月16日までは「ポートモールアピタ港（ポートモールアピタみなと）」の名称だったが、大規模改装に伴い同年11月7日から現名称としている。

## 概要

### 著名な建築家による高価値・高価格品の店舗として計画
スポーツクラブの「当知スポーツクラブ」跡地（その前身はトヨタ自動車の輸出車係留地）に建設された。清水建設の社有地だった関係もあり、設置・建設の施工は同社が担当している。構想時は「アピタ」に代わる新業態「ル・マルシェ」として計画が進められたが、結局アピタに落ち着いた。建設段階では別棟にセガが大規模なアミューズメント施設を出店する計画があったが、敷地北側にある名古屋市立当知中学校のPTAを中心とする建設反対派に押し切られて出店を断念している。
当店の開業に先行する6月17日にオープンしたアピタ岐阜店（現：MEGAドン・キホーテUNY岐阜店）と同様、イタリアの著名建築家であるアルド・ロッシに店舗・外観の設計などを依頼。国内の大手スーパー系ショッピングセンターとしては、初めて外国人の著名な建築家を起用したものであった。外観が水色・黄色・オレンジ色で塗られた印象的な色彩となったのもこのことからである。
当時のユニーのショッピングセンターで最大規模の当店は、1992年（平成4年）に計画概要を発表した時点（当時は仮称の「名古屋港（みなと）ショッピングセンター」）では生活創庫、アピタなど売場面積10,000m2以上の大型店が好調であり、新店舗を大型店主体の開発とする方針とし。ユニーが当時“ハイバリュー・ハイプライス商品を販売する業態”として位置付けていたアピタ業態で出店されることとなった。
こうした経緯もあり、当店とアピタ岐阜店は出店経費は店舗面積1m2当たり約50万円から約60万円に達し、この2店舗のみ新規出店した1994年（平成6年）2月期のユニーの設備投資額は約300億円強となり、6店舗を出店する1995年（平成7年）2月期の設備投資額とほぼ同額となった。

### 「アピタ最後の店」と呼ばれて開業
当店の出店準備が進められていた1993年（平成5年）2月期のユニーの決算は、前年比約30.8%減と落ち込んだ経常利益から、売上が下回るイズミヤに経常利益で抜かれるなど業績の悪化が明らかになった。
そのため5月14日には、グループ内企業であるユーストアを徹底した低コスト路線で高収益企業へと成長させ、“怪物”の異名をとるほどの名物経営者として知られた家田美智雄が社長に就任。当店の開店後の11月には、本社機能を愛知県稲沢市にある物流センターの一角へ移転したほか、静岡県掛川市で「アピタ掛川店」として2月に申請を行っていた店舗が1995年（平成7年）3月24日に「サンテラス掛川店」として開業し（後にアピタ掛川店に転換）、出店経費の高いアピタ業態は出店を凍結。当店は「アピタ最後の店」と呼ばれて開業することになった。

### 売り上げ記録を塗り替え、アピタの復活へ
開業以降は当初の4日間で予算の2倍となる約6.56億円を売り上げるなど、当時の社内記録を塗り替えるほどの好調な滑り出しを見せる。勢いはその後も続き、1994年（平成6年）2月期末までの4か月間で売上高約55億円を上げ、年率換算では当時年間売上高が約95億円のアピタ桃花台店を抜き、事実上ユニーでは最も売り上げの多い店舗になる。その後も最盛期には年間約267億円を売り上げる、ユニーを代表する店舗へと成長した。また、岐阜店も開店から5日間で約5億円の売り上げを記録。当店と共に年間売上高が100億円を突破して「ユニー」の基幹店となった。
このように当店と岐阜店の好調さにより、1995年（平成7年）から再びアピタ業態の店舗開発が再開される。ただし、再開にあたっては“出店経費の抑制”が条件とされたことから、店舗面積1m2辺り約20万円と当店・岐阜店から比較すると約2分の1〜3分の1まで抑えたことになる。

### 競争の激化
立地する名古屋市港区西部には、当店が開店する前年の1992年（平成4年）4月23日にジャスコ（現・イオン）がジャスコシティ南陽（現・イオン南陽店）を春田野に出店。こちらは敷地面積約14,816m2・延べ床面積約37,017m2・店舗面積約14,830m2と当店より小規模であったが、1999年（平成11年）11月20日には、当店を大きく上回る約74,168m2の敷地、約48,650m2の店舗面積を持つベイシティ品川（現・イオンモール名古屋みなと）を新たに開業させる。2014年（平成26年）6月27日にはこれに続き、更に大規模（延床面積約132,000m2、店舗面積約55,000m2）なイオンモール名古屋茶屋を開業した。そして、2018年（平成30年）9月28日には店舗面積約59,500㎡となるららぽーと名古屋みなとアクルスが開業した。
このように、同じ名古屋市港区内にイオングループの大型ショッピングセンターだけで2つ、三井不動産のららぽーとで1つ開業するなどして商業施設業界の競争が激化したこと、開業から20年以上経過し老朽化が進んできたことから一時的に営業を休止して大規模な改修工事を行うことになり、2014年（平成26年）2月16日に一旦閉店し、翌月3月から改修工事を始めた。

### 「ポートウォークみなと」として新装開業
約25億円を投じて改装を行い、「ポートウォークみなと」に改称して2014年（平成26年）11月7日に新装開店。新装開業に際しては、1階の食品売り場を従来より約30%拡大して「食のテーマパーク」を目指したほか、専門店街はサーキット型モールに改修され、従来より6店舗増えた74店舗が入居した。

## 主な専門店
詳細はショップガイド参照。

## 交通アクセス

### 公共交通機関
- 東海旅客鉄道（JR東海）
  - 関西本線 八田駅
- 近畿日本鉄道（近鉄）
  - 名古屋線 近鉄八田駅
- 名古屋市営地下鉄
  - 東山線 高畑駅・八田駅
  - 上記駅バス停より高畑13系統で「当知住宅東バス停」下車、徒歩で約5分。
- 名古屋市営地下鉄
  - 名港線 東海通駅・ 港区役所駅・築地口駅
  - 上記駅バス停より港巡回系統で「当知住宅東バス停」下車。徒歩で約5分。
- 名古屋臨海高速鉄道あおなみ線 稲永駅・野跡駅
  - 上記駅バス停より高畑13系統で「当知住宅東バス停」下車、徒歩で約5分。

### 駐車場
店舗東側に平面駐車場、店舗棟屋上駐車場。更に、敷地の南北それぞれに4階層の立体駐車場があり、また敷地南西側に5階層の西Pが南Pの横に増設されており、約1700台が駐車できる。大規模改装に伴い、立体駐車場はそれぞれ、北Pは「カモメ駐車場」、南Pは「イルカ駐車場」、西Pは「ペンギン駐車場」の愛称が新たについた。また、 5階建ての西P（ペンギン駐車場）は後に増設されており3基東芝製のエレベーターが設置されている。北P・南Pにはエレベーターが設置されていないが、駐車場の出入口そばの店舗内にそれぞれ2基ずつ設置されている。（全て東芝製）駐車場の高さ制限は本館屋上駐車場、立体駐車場は2.1mである。